# Menesia vitiphaga
Menesia vitiphaga là một loài bọ cánh cứng trong họ Cerambycidae.